# Конго на Олимпијским играма
Конго се први пут појавио на Олимпијским играма 1964. године и од тада је Конго слао своје спортисте на већину наредних одржаних Летњих олимпијских игара. Конго је пропустио да пошаље своје представнике 1968. године а заједно са већином афричких земаља бојкотовао је олимпијске игре 1976. године.
На Зимске олимпијске игре Конго никада није слао своје представнике. Представници Конга закључно са Олимпијским играма одржаним 2008. године у Пекингу нису освојили ни једну олимпијску медаљу.
Национални олимпијски комитет Конга (Comité National Olympique et Sportif Congolais) је основан 1964. а признат од стране Међународног олимпијског комитета исте године.

## Медаље

### Освојене медаље на ЛОИ
| Учешће и освојене медаље Конга на ЛОИ |                       |                       |                       |                       |                       |                       |                       |                       |                       |                       |
| ЛОИ                                   | Носилац заставе       | Учешће                | Муш.                  | Жене                  | спорт.                | Злато                 | Сребро                | Бронза                | Укупно                | Ранг                  |
| 1964 Токио                            |                       |                       |                       |                       |                       | 0                     | 0                     | 0                     | 0                     |                       |
| 1968 Мексико Сити                     | Конго није учествовао | Конго није учествовао | Конго није учествовао | Конго није учествовао | Конго није учествовао | Конго није учествовао | Конго није учествовао | Конго није учествовао | Конго није учествовао | Конго није учествовао |
| 1972 Минхен                           |                       |                       |                       |                       |                       | 0                     | 0                     | 0                     | 0                     |                       |
| 1976 Монтреал                         | Конго није учествовао | Конго није учествовао | Конго није учествовао | Конго није учествовао | Конго није учествовао | Конго није учествовао | Конго није учествовао | Конго није учествовао | Конго није учествовао | Конго није учествовао |
| 1980 Москва                           |                       |                       |                       |                       |                       | 0                     | 0                     | 0                     | 0                     |                       |
| 1984 Лос Анђелес                      |                       |                       |                       |                       |                       | 0                     | 0                     | 0                     | 0                     |                       |
| 1988 Сеул                             |                       |                       |                       |                       |                       | 0                     | 0                     | 0                     | 0                     |                       |
| 1992 Барселона                        |                       |                       |                       |                       |                       | 0                     | 0                     | 0                     | 0                     |                       |
| 1996 Атланта                          |                       |                       |                       |                       |                       | 0                     | 0                     | 0                     | 0                     |                       |
| 2000 Сиднеј                           |                       |                       |                       |                       |                       | 0                     | 0                     | 0                     | 0                     |                       |
| 2004 Атина                            |                       |                       |                       |                       |                       | 0                     | 0                     | 0                     | 0                     |                       |
| 2008 Пекинг                           |                       |                       |                       |                       |                       | 0                     | 0                     | 0                     | 0                     |                       |
| 2012 Лондон                           |                       |                       |                       |                       |                       |                       |                       |                       |                       |                       |
| 2016. Рио де Жанеиро                  |                       |                       |                       |                       |                       |                       |                       |                       |                       |                       |
| 2020. Токио                           |                       |                       |                       |                       |                       |                       |                       |                       |                       |                       |
| 2024. Париз                           |                       |                       |                       |                       |                       |                       |                       |                       |                       |                       |
| 2028. Лос Анђелес                     | предстојећи догађај   |                       |                       |                       |                       |                       |                       |                       |                       |                       |
| 2032. Бризбејн                        | предстојећи догађај   |                       |                       |                       |                       |                       |                       |                       |                       |                       |
| Укупно                                |                       |                       |                       |                       |                       | 0                     | 0                     | 0                     | 0                     |                       |